# Pejelagartero 1ra. Sección (Plataforma)
Pejelagartero 1ra. Sección är en ort i Mexiko.   Den ligger i kommunen Huimanguillo och delstaten Tabasco, i den sydöstra delen av landet, 600 km öster om huvudstaden Mexico City. Pejelagartero 1ra. Sección ligger 13 meter över havet och antalet invånare är 1 817.
Terrängen runt Pejelagartero 1ra. Sección är mycket platt. Runt Pejelagartero 1ra. Sección är det ganska tätbefolkat, med 129 invånare per kvadratkilometer. Närmaste större samhälle är Blasillo 1ra. Sección, 10,2 km väster om Pejelagartero 1ra. Sección. Trakten runt Pejelagartero 1ra. Sección består till största delen av jordbruksmark.